# Когнитивная карта
Когнитивная карта (от лат. cognitio — знание, познание) — образ знакомого пространственного окружения.
Когнитивные карты создаются и видоизменяются в результате активного взаимодействия субъекта с окружающим миром. При этом могут формироваться когнитивные карты различной степени общности, «масштаба» и организации (например, карта-обозрение или карта-путь в зависимости от полноты представленности пространственных отношений и присутствия выраженной точки отсчёта). Это — субъективная картина, имеющая прежде всего пространственные координаты, в которой локализованы отдельные воспринимаемые предметы. Выделяют карту-путь как последовательное представление связей между объектами по определённому маршруту и карту-обозрение как одновременное представление пространственного расположения объектов.

## Когнитивное моделирование
Когнитивное моделирование — определение, в том числе с применением компьютера, наиболее эффективных управленческих решений и/или сценариев развития событий на основе выделения понятий (концептов, факторов), количественно и качественно характеризующих складывающуюся ситуацию, а также оценки взаимовлияния факторов. Как правило, когнитивное моделирование осуществляется в команде людей (руководителей, менеджеров, экспертов), отвечающих за развитие некоторой институциональной структуры
Методология когнитивного моделирования, предназначенная для анализа и принятия решений в плохо определённых ситуациях, была предложена американским политологом и экономистом Робертом Аксельродом (Axelrod R. The Structure of Decision: Cognitive Maps of Political Elites. — Princeton. University Press, 1976). Она основана на моделировании субъективных представлений экспертов о ситуации и включает:
- методологию структуризации ситуации: модель представления знаний эксперта в виде знакового орграфа (когнитивной карты) (F, W), где F — множество факторов ситуации, W — множество причинно-следственных отношений между факторами ситуации;
- методы анализа ситуации.

В настоящее время методология когнитивного моделирования развивается в направлении совершенствования аппарата анализа и моделирования ситуации.
Методы анализа ситуации в пространственном картографическом анализе начали развиваться за счет внедрения в картографию мощного арсенала численной математики, вероятностно-статистических методов и электронно-вычислительной техники. В научный оборот вошли многие нетрадиционные картографические модели: карты пространственных корреляций, трендовые поверхности, поля плотности и интенсивности явлений, эквидистантные и вариавалентные анаморфозы и т. д.

## Происхождение термина
Термин предложен в 1948 в работе американского психолога Э. Толмена «Когнитивные карты у крыс и человека».